# Aspergilosis broncopulmonar alérgica
La aspergilosis broncopulmonar alérgica es una enfermedad pulmonar provocada por una respuesta exagerada del sistema inmune al hongo Aspergillus. Debe diferenciasrse de otras formas de aspergilosis, entre ellas el aspergiloma y la aspergilosis pulmonar invasiva. Se produce sobre todo en pacientes afectados por asma bronquial o fibrosis quística y se debe a un mecanismo de hipersensibilidad al Aspergillus que desencadena una respuesta inflamatoria en las vías respiratoria que puede ocasionar dilatación anómala de los bronquios (bronquiectasias) y provocar secuelas irreversibles en la función pulmonar. Para alcanzar el diagnóstico es útil la radiología de tórax es la que pueden observarse opacidades  tubulares  ramificadas  de elevada densidad que  se  extienden desde el  hilio pulmonar hasta la periferia y están causadas por impactos mucosos con depósitos de sales de calcio. En el análisis de sangre puede existir aumento del número de eosinófilos (eosinofilia), en los test cutáneos se comprueba hipersensibilidad a Aspergillus, dato no específico que aparece en un alto porcentaje de personas asmática que no presentan aspergilosis broncopulmonar. El tratamiento se realiza con corticoides y en ocasiones medicamentos antifúngicos como el itraconazol.